# Dorota Strąg
Dorota Strąg (ur. 2 sierpnia 1994 w Szczecinie) – polska siatkarka plażowa, reprezentantka Polski oraz medalistka mistrzostw Polski w siatkówce plażowej.
Od 2012 roku reprezentuje Polskę w turniejach międzynarodowych. W 2014 roku w parze z Katarzyną Kociołek wywalczyła srebrny medal podczas mistrzostw Europy U-22 w tureckim Fethiye, w finale przegrywając z inną polską parą Jagoda Gruszczyńska/Karolina Baran. W 2015 roku para Strąg/Kociołek ponownie stanęła na drugim stopniu podium mistrzostw Europy U-22, które były rozgrywane w portugalskim Macedo de Cavaleiros. Pierwszy sukces w seniorskiej siatkówce odniosła w lipcu 2016 roku w parze z Jagodą Gruszczyńską, zajmując trzecie miejsce w turnieju CEV Satellite Timisoara.
Jest trzykrotną medalistką mistrzostw Polski w siatkówce plażowej. W 2016 roku we Wrześni oraz w 2020 roku w Mysłowicach w parze z Jagodą Gruszczyńską wywalczyła brązowe medale. W 2017 roku z Martyną Kłodą wywalczyła srebrny medal.
Na swoim koncie ma także złoty medal mistrzostw Polski w siatkówce na śniegu, który wywalczyła w 2018 rok w Białce Tatrzańskiej w parze z Moniką Brzostek.